# Сутатенса
Сутатенса (исп. Sutatenza) — небольшой город и муниципалитет в центральной части Колумбии, на территории департамента Бояка. Входит в состав Восточной провинции.

## История
Поселение, из которого позднее вырос город, было основано в 1783 году. Муниципалитет Сутатенса был выделен в отдельную административную единицу в 1811 году.

## Географическое положение

Муниципалитет Сутатенса

Город расположен в юго-западной части департамента, в гористой местности Восточной Кордильеры, на расстоянии приблизительно 54 километров к юго-юго-западу (SSW) от города Тунха, административного центра департамента. Абсолютная высота — 1887 метров над уровнем моря.
Муниципалитет Сутатенса граничит на севере с территорией муниципалитета Тенса, на востоке — с муниципалитетом Гарагоа, на юге — с муниципалитетом Сомондоко, на юго-западе и западе — с муниципалитетом Гуатеке. Площадь муниципалитета составляет 41,26 км².

## Население
По данным Национального административного департамента статистики Колумбии, совокупная численность населения города и муниципалитета в 2015 году составляла 4086 человек.
Динамика численности населения муниципалитета по годам:
| 2005 | 2006 | 2007 | 2008 | 2009 | 2010 | 2011 | 2012 | 2013 | 2014 | 2015 |
| ---- | ---- | ---- | ---- | ---- | ---- | ---- | ---- | ---- | ---- | ---- |
| 4566 | 4509 | 4460 | 4412 | 4366 | 4329 | 4269 | 4223 | 4175 | 4127 | 4086 |

Согласно данным переписи 2005 года мужчины составляли 49,1 % от населения Сутатенсы, женщины — соответственно 50,9 %. В расовом отношении белые и метисы составляли 99,9 % от населения города; негры, мулаты и райсальцы — 0,1 %.
Уровень грамотности среди всего населения составлял 84 %.

## Экономика
Основу экономики Сутатенсы составляет сельское хозяйство.

68,5 % от общего числа городских и муниципальных предприятий составляют предприятия торговой сферы, 19,7 % — предприятия сферы обслуживания, 11,8 % — промышленные предприятия.